# Dennenwoelmuis
De dennenwoelmuis (Microtus pinetorum)  is een zoogdier uit de familie van de Cricetidae. De wetenschappelijke naam van de soort werd voor het eerst geldig gepubliceerd door Le Conte in 1830.

## Voorkomen
De soort komt voor in de Verenigde Staten.